# Ilaria Fraioli
Ilaria Fraioli (Roma, 6 novembre 1965) è una montatrice italiana.

## Biografia
Diplomata presso l'Istituto professionale cine-tv "Roberto Rossellini" e il Centro sperimentale di cinematografia, ha collaborato con i registi Alina Marazzi, Ivan Cotroneo, Francesca Comencini, Pif, Anna Negri, Davide Ferrario, Stefano Savona.
È docente di montaggio nella Scuola d'arte cinematografica Gian Maria Volonté e giurata per il Premio Solinas Documentario per il Cinema.

## Filmografia

### Documentari
- La rabbia, regia di Davide Ferrario (2000)
- Sole, regia di Mariangela Barbanente (2000)
- Le strade di Genova, regia di Davide Ferrario (2002)
- Un'ora sola ti vorrei, regia di Alina Marazzi (2002)
- Per sempre, regia di Alina Marazzi (2005)
- This Is My Sister, regia di Giovanni Piperno (2006)
- Storie arbereshe, regia di Mario Balsamo (2007)
- Vogliamo anche le rose, regia di Alina Marazzi (2007)
- Girls on the Air, regia di Valentina Monti (2009)
- La casa del padre, regia di Sebastiano D'Ayala Valva (2009)
- Questa storia qua, regia di Alessandro Paris e Sibille Righetti (2011)
- Palazzo delle Aquile, regia di Stefano Savona, Alessia Porto e Ester Sparatore (2011)
- Il mondo di Mad - film TV (2012)
- Il muro e la bambina, regia di Silvia Staderoli (2013)
- Frastuono, regia di Davide Maldi (2014)
- Rino: La mia ascia di guerra, regia di Andrea Zambelli (2015)
- Circle, regia di Valentina Monti (2015)
- Anna Piaggi una visionaria nella moda, regia di Alina Marazzi (2016)
- La linea sottile, regia di Nina Mimica e Paola Sangiovanni (2016)
- Normal, regia di Adele Tulli (2019)
- Mur, regia di Kasia Smutniak (2023)

### Lungometraggi
- Tartarughe dal becco d'ascia, regia di Antonio Sixty (2000)
- Tra due donne, regia di Alberto Ferrari (2001)
- Lo scippo, regia di Massimo De Pascale (2001)
- Promised Land, regia di Michael Beltrami (2004)
- Sandra Kristoff regia di Vito Vinci (2005)
- Il magico Natale di Rupert, regia di Flavio Moretti (2006)
- C'era una volta a Essaouira, regia di Anna Negri (2007)
- Italian Dream, regia di Sandro Baldoni (2007)
- Le cose in te nascoste, regia di Vito Vinci (2008)
- Mar nero, regia di Federico Bondi (2008)
- Tutto torna, regia di Enrico Pitzianti (2008)
- Riprendimi, regia di Anna Negri (2008)
- Il mio cuore umano, regia di Costanza Quatriglio (2009)
- Tutto parla di te, regia di Alina Marazzi (2012)
- Il Natale della mamma imperfetta, regia di Ivan Cotroneo - film TV (2013)
- Una mamma imperfetta, regia di Ivan Cotroneo - serie web (2013)
- Un bacio, regia di Ivan Cotroneo (2016)
- Amori che non sanno stare al mondo, regia di Francesca Comencini (2017)
- Una famiglia, regia di Sebastiano Riso (2017)
- Cinema Grattacielo, regia di Marco Bertozzi (2017)
- Succede, regia di Francesca Mazzoleni (2018)
- Maternal, regia di Maura Delpero (2019)
- Quattordici giorni, regia di Ivan Cotroneo (2021)
- E noi come stronzi rimanemmo a guardare, regia di Pif (2021)
- Le proprietà dei metalli, regia di Antonio Bigini (2023)

### Televisione
- La vita che volevi – serie TV (2024)

## Riconoscimenti
- Nastro d'argento per il miglior montatore
  - 2008: candidata - Vogliamo anche le rose e Riprendimi
- Efebo d'oro 2018
  - Mestieri del cinema: alla montatrice Ilaria Fraioli